# ایگل لیک (فلوریدا)
ایگل لیک (به انگلیسی: Eagle Lake) شهری در شهرستان پولک ایالت فلوریدا است که در سال ۱۹۲۱ بنیان‌گذاری شده‌است. این شهر طبق سرشماری سال ۲۰۱۰ میلادی، ۲٬۲۵۵ نفر جمعیت داشته و مساحت آن نیز ۳٫۷ کیلومتر مربع است.